# Brackwasser-Dreiecksmuschel
Die Brackwasser-Dreiecksmuschel (Mytilopsis leucophaeata) ist eine Muschel-Art aus der Familie der Dreikantmuscheln (Dreissenidae). Es handelt sich für Europa um eine invasive Art, die mit Ballastwasser in Schiffen von Nordamerika an die europäischen Küsten eingeschleppt wurde.

## Merkmale
Das geblähte Gehäuse ist leicht ungleichklappig, die rechte Klappe ist geringfügig größer als die linke Klappe. Es ist im Umriss gerundet keilförmig (mytiliform) bzw. schmal keilförmig. Es ist damit sehr deutlich ungleichseitig. Die Größe beträgt im Allgemeinen 10 bis 15 Millimeter, maximal bis 2,7 Zentimeter. Die Wirbel sitzen nahe dem Vorderende. Das Ligament liegt extern, ist aber eingesenkt. Es erstreckt sich über die Hälfte des Dorsalrandes. Im Schloss weist einen dreieckigen Zahn (oder Saprophyte) auf, der an der inneren dorsalen Leiste (oder Myophorplatte) ansetzt. Es sind zwei Schließmuskeln vorhanden. Der hintere Schließmuskel und der hintere Fußrückziehmuskel sind zu einem großen, halbmondförmigen Muskel bzw. Muskeleindruck im hinteren Dorsalbereich verschmolzen. Die Mantellinie verläuft leicht konkav unterhalb des Schließ-/Fußmuskels.
Die aragonitische Schale ist zwar dünn, aber trotzdem recht festschalig. Sie besteht aus Kreuzlamellen und komplexen Kreuzlamellen. Die Ornamentierung besteht nur aus Anwachsstreifen, die in unregelmäßigen Abständen gedrängt sind und Wachstumsunterbrechungen darstellen. Der innere Gehäuserand ist glatt. Das braune Periostracum ist dick mit dicht und aufrecht stehenden Lamina. Die Schale ist innen weißlich mit violetter Tönung.

## Ähnliche Arten
Die Brackwasser-Dreiecksmuschel (Mytilopsis leucophaeta) unterscheidet sich von der farblich und morphologisch sehr variablen Wandermuschel (Dreissena polymorpha) durch den zugespitzten Wirbel, den winkligen Übergang Ventral-/Hinterrand und durch die gespitzte ventrolaterale Schulter, außerdem durch das Vorhandensein eines dreieckigen Zahns (oder Apophyse) im Schlossbereich.

## Geographische Verbreitung, Lebensraum und Lebensweise
Das ursprüngliche Verbreitungsgebiet der Brackwasser-Dreiecksmuschel waren die nördlichen Küstengewässer des Golfes von Mexiko (Südküste der USA bis Tampico, Mexiko). Durch Verschleppung hat sie ihr Verbreitungsgebiet nach Norden entlang der Ostküste der USA bis zur Mündung des Hudson River, im Süden bis Brasilien ausgedehnt. Im Ballastwasser von Schiffen kam sie auch nach Europa und ist nun in der Ostsee von Dänemark, Südschweden und Südfinnland entlang den europäischen Küsten (einschließlich der Britischen Inseln) bis ins Mittelmeer und im Schwarzen Meer nachgewiesen. Auch im Kaspischen Meer wurde sie schon gefunden.
Sie lebt im Gezeitenbereich von brackischen Lagunen, Ästuaren und Häfen, angeheftet mit Byssus an Hartsubstrat (z. B. Steine, Austern, Seile und Boote).

## Entwicklung
Die Tiere sind getrenntgeschlechtlich, die Geschlechtsprodukte werden (in Europa) von Ende Mai/Anfang Juni bis September synchron ins freie Wasser abgegeben, wo die Befruchtung stattfindet. Die Eier haben einen Durchmesser von etwa bzw. größer 32 µm. Bereits nach 24 Stunden erscheinen frei schwimmende Trochophora-Larven mit einem Zilienring und einem Prototroch, die einen Durchmesser von 63 µm haben. Nach zwei Tagen wandelt sich die Larve in eine frei schwimmende Veliger-Larve um, die ein erstes D-förmiges Schälchen ausbildet. Dieses hat eine Dorsallänge von 50 bzw. Gesamtlänge von 90 µm. In einem späteren Veliger-Stadium wird ein erster Umbo ausgebildet, das kleine Gehäuse ist dann 109 bis 150 µm groß. Danach bildet sich der Pediveliger aus, das Gehäuse hat nun eine Länge von 145 bis 220 µm, und die Larve geht nach 6 bis 10 Tagen zur Metamorphose und zum Bodenleben über. Die Tiere filtrieren Phytoplankton und organischen Detritus aus dem Wasser. Sie werden bis zu fünf Jahre alt.
Adulte Brackwasser-Dreiecksmuscheln können bei Salinitäten von 0,1 bis 31 PSU (Practical Salinity Units) überleben. Larven sind etwas empfindlicher und können sich nur bei Salinitäten von 3 bis 22 PSU entwickeln. Offene Meeresbereiche mit normaler Salinität sind daher unüberwindliche Barrieren für die natürliche Verbreitung der Art. Sie kann also nur mittels Ballastwasser von Schiffen offene Meeresbereiche mit normaler Salinität überbrücken.

## Taxonomie
Die Art wurde von Timothy Abbott Conrad 1831 unter dem ursprünglichen Binomen Mytilus leucophaeatus begründet. Es ist die Typusart der Gattung Mytilopsis Conrad, 1857.

## Belege

### Online
- Marine Bivalve Shells of the British Isles: Mytilopsis leucophaeata (Conrad, 1831) (Website des National Museum Wales, Department of Natural Sciences, Cardiff)